# Masshiro
Masshiro (まっしろ) é uma telenovela japonesa transmitida pela TBS de 13 de janeiro a 17 de março de 2015.

## Elenco
- Maki Horikita como Akari Arimura
- Yūya Yagira como Kōtarō Nakano
- Mirai Shida como Nana Matsuoka
- Rin Takanashi como Yūko Wada
- Ken Ishiguro como Masataka Satō
- Miki Mizuno como Megumi Iwabuchi
- Tae Kimura como Shizuka Tanoshima

## Exibição
| País      | Emissora           | Data de estréia       | Data de final       | Título   |
| --------- | ------------------ | --------------------- | ------------------- | -------- |
| Japão     | TBS                | 13 de janeiro de 2015 | 17 de março de 2015 | まっしろ |
| Hong Kong | TVB Japanese Drama | 11 de abril de 2015   | 9 de maio de 2015   | 純白     |